# سیارک ۴۸۷۲
سیارک ۴۸۷۲ (به انگلیسی: 4872 Grieg، نامگذاری:1989YH7) چهار هزار و هشتصد و هفتاد و دومین سیارک کشف شده‌است که در ۲۵ دسامبر ۱۹۸۹ کشف شد.
قدر مطلق سیارک برابر ۱۳٫۳۰ است.